# 綾戸国中神社
綾戸國中神社（あやとくなかじんじゃ）は、京都府京都市南区にある神社である。元は綾戸神社・國中神社の二社であったが併合された。祇園祭は当社と八坂神社との祭礼である。

## 祭神
綾戸神社
- 大綾津日神（まがつひのかみ）
- 大直日神（おおなおひのかみ）
- 神直日神（なおびのかみ）

國中神社
- 素盞嗚尊（すさのおみこと）

## 歴史

### 綾戸神社
継体天皇15年（521年）の創建と伝えられ、かつては大井川（桂川）の祓神として大井社と称していたが、965年（天暦9年）に綾戸社に改称した。それ以降も、近代までは「大井社」とも呼ばれていた。古くより上久世の産土神として崇敬を集めていた。延喜式神名帳記載の「山城國乙訓郡 茨田神社」あるいは「大井神社」の論社の一つである。綾戸神社の社号額は後冷泉天皇の御震筆と伝えられている。

### 國中神社
社伝によれば、附近一帯が湖水に覆われていたころ、素盞嗚尊が天降って水を切り流し、その中心に愛馬(天幸駒)の頭を彫刻したものを尊の形見として祀ったのに始まるという。延喜式神名帳記載の「山城國乙訓郡 國中神社」の論社の一つである。本来は蔵王の杜(現・蔵王堂光福寺)に社地を有しており、中世には牛頭天王社とよばれていた。古くは久世郷全体の郷社として崇敬を集めていた。

### 綾戸国中神社として
しかし、戦国時代に入り國中神社が綾戸神社の境内に遷された。それ以降、2つの社殿が並んでいたが、1934年（昭和9年）の室戸台風により倒壊したため、1936年（昭和11年）に1つの社殿として再建した。1964年（昭和39年）、境内地が東海道新幹線建設予定地にかかったため、現在地に遷座した。

## 祭礼

### 久世駒形稚児
祇園祭の久世駒形稚児はこの神社の氏子から選ばれる。久世駒形稚児は祇園祭の神幸祭・還幸祭では馬に乗って、素戔嗚尊（すさのおのみこと）が鎮まる中御座神輿（なかござみこし）の先導を務めるが、この際に胸にかける木彫りの馬の首（駒形）は國中社の神体を模したものである。通常は神社の境内では長刀鉾の稚児はもとより皇族であっても下馬しなければならない（皇族下馬）が、久世駒形稚児は神の依りとして下馬せずに八坂神社の境内に参入する。なお、八坂神社の素盞嗚尊は和御魂(にぎみたま)で、綾戸國中神社の方は荒御魂(あらみたま)であるとされている。

## 現地情報
所在地
- 京都府京都市南区久世上久世町446

交通アクセス
- 最寄駅：JR京都線桂川駅下車後、徒歩約6分

周辺
- 久世橋西詰めより西へ徒歩5分、鳥居の手前左側に参拝者用の駐車スペース2～3台分あり。
- 新幹線の高架を挟んで反対側(西側)の薬局の跡地を社務所としている。